# キングス・カレッジ (ケンブリッジ大学)

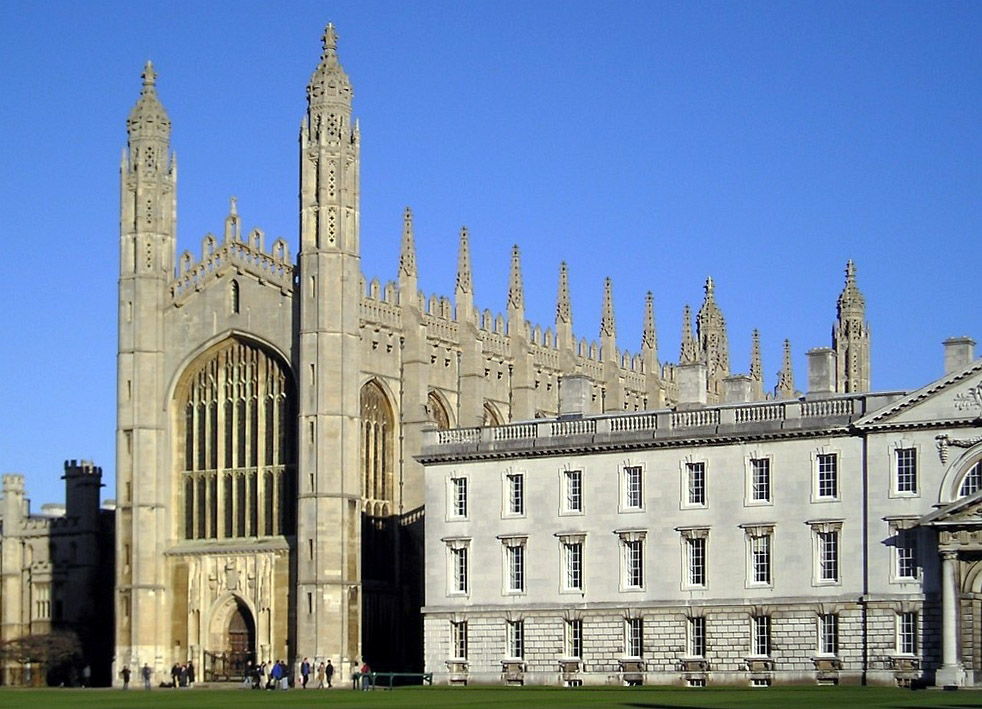
キングス・カレッジのチャペル

キングス・カレッジ (英: King's College) は、イングランドにあるケンブリッジ大学を構成するカレッジの一つ。正式名称はケンブリッジの聖母と聖ニコラスのキングス・カレッジ (The King's College of our Lady and Saint Nicholas in Cambridge) だが、学内では単にキングス (King's) と呼ばれる。主な卒業生には初代英国総理大臣ロバート・ウォルポールやエニグマで知られるアラン・チューリングの他9名のノーベル賞受賞者がいる。トリニティ・カレッジとセント・ジョンズ・カレッジと共に最も入学倍率の高いカレッジである。

## 歴史
キングス・カレッジはヘンリー6世により、姉妹カレッジのイートン・カレッジ設立の翌年、1441年に設立された。

## ノーベル賞受賞者（卒業生及び所属研究者）
- チャールズ・バークラ：物理学者、ノーベル物理学賞受賞者
- パトリック・ブラケット：実験物理学者、ノーベル物理学賞受賞者
- フレデリック・サンガー：生化学者、ノーベル化学賞受賞者（２度受賞）
- フィリップ・ノエル＝ベーカー：政治家・外交官・陸上競技選手、ノーベル平和賞受賞者
- パトリック・ホワイト：小説家、ノーベル文学賞受賞者
- リチャード・ストーン：経済学者、ノーベル経済学賞受賞者
- シドニー・ブレナー：生物学者、ノーベル生理学・医学賞受賞者
- オリバー・サイモン・ダーシー・ハート：経済学者、ノーベル経済学賞受賞者

## 著名な出身者
- アラン・チューリング：数学者
- ジョン・メイナード・ケインズ：経済学者
- リチャード・カーン：経済学者
- ロビン・ミルナー：計算機科学者
- E・M・フォースター：小説家
- ゼイディー・スミス：小説家
- ジョン・エリオット・ガーディナー：指揮者
- ゴールズワージー・ロウズ・ディキンソン：政治学者、哲学者
- 小泉信三：経済学者、第7代慶應義塾長
- 吉田健一：日本の文芸評論家、英文学翻訳家、小説家　1930年10月[1]から1931年3月[2]まで在籍